# Rebel·lió malgaixa de 1947
La Rebel·lió malgaixa o l'Aixecament malgaix (en malgaix: Tolom-bahoaka tamin'ny i en francès: Insurrection malgache) va ser una rebel·lió nacionalista malgaixa contra el domini colonial francès a Madagascar, que va durar quasi dos anys; des de març de 1947 fins a febrer de 1949. A partir de finals de 1945, els primers diputats de l'Assemblea Nacional francesa de Madagascar, Joseph Raseta, Joseph Ravoahangy i Jacques Rabemananjara del partit polític Mouvement démocratique de la rénovation malgaixa (MDRM), van intentar aconseguir la independència de Madagascar per la via legal. El fracàs d'aquesta iniciativa i la dura resposta que va obtenir de l'administració del socialista Paul Ramadier va radicalitzar a diversos sectors de la població malgaixa, inclosos els dirigents de diverses societats secretes nacionalistes militants.
En la nit del 29 de març de 1947, els nacionalistes malgaixos van llançar atacs sorpresa coordinats, armats principalment amb llances, contra les bases militars i les plantacions de propietat francesa en la part oriental de l'illa, sobretot als voltants de les ciutats Moramanga i Manakara. La causa nacionalista es va imposar ràpidament al sud i es va estendre a les terres altes centrals i a la capital, Antananarivo, al mes següent. S'estima que el nombre de combatents nacionalistes malgaixos superava al milió.

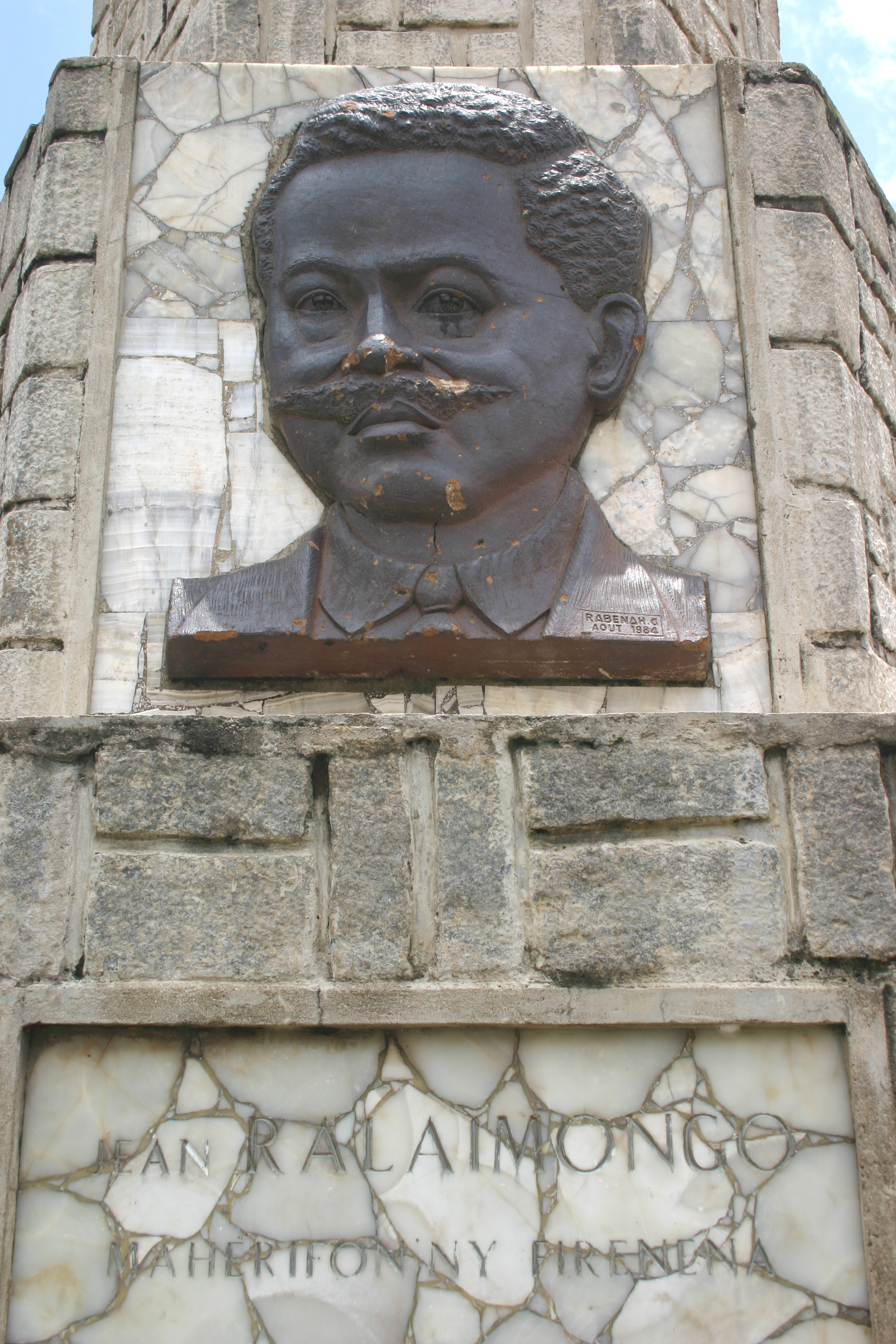
Jean Ralaimongo (1895-1944).

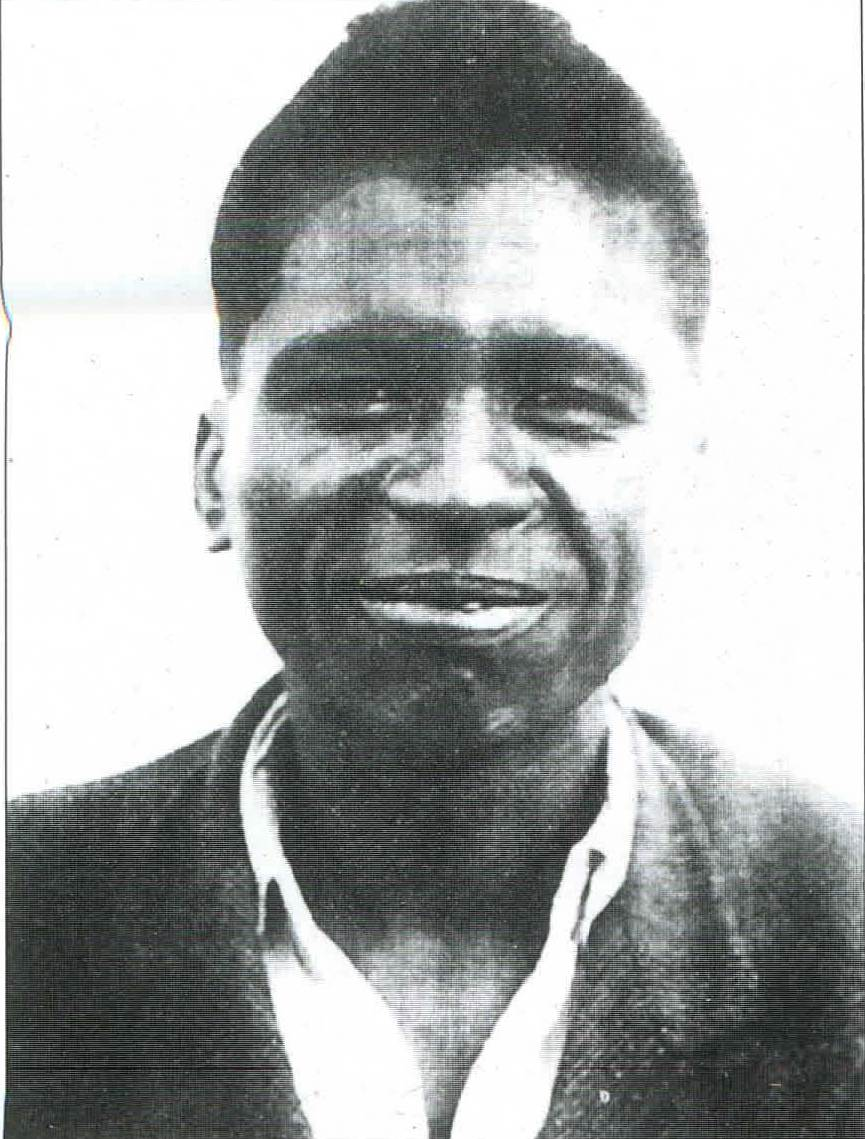
Monja Jaona (1910-1994) el 1945.

Al maig de 1947 els francesos van començar a contrarestar als nacionalistes. Els francesos van triplicar el nombre de tropes a l'illa fins a 18.000, principalment transferint soldats d'altres colònies franceses d'Àfrica. Les autoritats colonials van tractar de lluitar en els fronts tant de manera física i psicològicament aplicant diverses tàctiques de terror destinades a desmoralitzar a la població. La força militar francesa va dur a terme execucions en massa, tortures, violacions de guerra, l'incendi de pobles sencers, càstigs col·lectius i altres atrocitats com els vols de la mort en que llançaven presoners malgaixos vius des d'un avió.
El nombre estimat de víctimes malgaixes varia d'un mínim de 11.000 a un màxim de més de 100.000. Els nacionalistes van matar a uns 550 ciutadans francesos, així com a 1.900 partidaris del Parti des déshérités de Madagascar (PADESM), un partit polític malgaix profrancès creat amb el suport de les autoritats colonials per a competir amb el MDRM. L'agost de 1948, la majoria dels dirigents nacionalistes van ser assassinats o capturats, i l'aixecament va ser efectivament sufocat al desembre de 1948, encara que l'última resistència armada no va ser derrotada fins al febrer de 1949.
La violenta repressió de la insurrecció nacionalista va deixar profundes cicatrius en la societat malgaixa. Una generació de la classe dirigent va ser aniquilada, la qual va comportar més dificultats per al país quan va aconseguir la independència en 1960. Els tres primers diputats de Madagascar van ser arrestats, torturats i mantinguts a la presó fins que se'ls va concedir l'amnistia en 1958. Un altre dirigent que va sobreviure al conflicte, Monja Jaona, també va ser empresonat durant nou anys i després va fundar el partit Madagascar per als Malgaixos (MONIMA), que ha tingut una influència considerable en la política malgaixa. França va classificar la majoria dels documents relacionats amb la Rebel·lió, i el govern francès va mantenir el silenci sobre el tema fins que el president francès Jacques Chirac el va qualificar de "inacceptable" durant una visita oficial a Madagascar en 2005. Diversos directors malgaixos han filmat pel·lícules en el període de l'Aixecament. En 1967 el govern malgaix va declarar el 29 de març com a dia festiu anual, i en 2012 es va inaugurar un museu dedicat a l'Aixecament a Moramanga.

## Context

Un mapa que mostra Madagascar (ressaltat) dins de l'Àfrica actual.

A finals del segle xix, gran part de Madagascar estava sota el control del Regne d'Imerina, amb els seus palaus reials a la seva capital, Antananarivo. Encara que el regne existia des de principis del segle xvi, va ampliar el seu control més enllà de les seves fronteres tradicionals en la dècada de 1820 sota el Rei Radama I, a qui el govern britànic va reconèixer oficialment com a sobirà de tota l'illa de Madagascar. Després de diversos intents fallits d'imposar la seva autoritat sobre l'illa, França va utilitzar la força militar per a capturar el palau reial al setembre de 1894 i va exiliar al Primer Ministre Rainilaiarivony quan va colonitzar oficialment l'illa al febrer de 1895. Es va permetre que la reina Ranavalona III romangués com a figura decorativa fins al sorgiment d'un aixecament popular, denominat la rebel·lió de Menalamba, del qual es va considerar responsable a la reina. La rebel·lió va ser durament aixafada i la reina va ser exiliada en 1897.
La rebel·lió de Menalamba va ser només la primera manifestació de l'oposició permanent al domini francès que ocasionalment va esclatar en violents enfrontaments entre els malgaixos i les autoritats colonials de Madagascar. Les societats nacionalistes secretes van començar a formar-se en el decenni de 1910. El reclutament de soldats malgaixos per a lluitar per França en la Primera Guerra Mundial va reforçar el ressentiment contra el domini estranger, i en el període d'entreguerres aquestes organitzacions nacionalistes van proliferar. La derrota de l'exèrcit francès per part d'Alemanya i l'ocupació de França en 1940, la imposició d'un règim de Vichy a Madagascar i la posterior ocupació de l'illa pels britànics en 1942 van empitjorar encara més la imatge del govern colonial. La ira popular es va despertar especialment per les seves polítiques de treballs forçosos en lloc d'impostos, el reclutament involuntari en l'exèrcit per a lluitar en la Segona Guerra Mundial i la contribució requerida de grans quantitats d'arròs per cap anualment.
Les esperances malgaixes d'aconseguir una major sobirania es van veure impulsades per les afirmacions formulades pel General Charles de Gaulle en la Conferència de Brazzaville de 1944, en la qual de Gaulle va anunciar que totes les colònies eren, a partir de llavors, territoris francesos d'ultramar amb dret a representació a l'Assemblea Nacional Francesa, i va prometre drets de ciutadania als residents de les seves colònies d'ultramar. Malgrat l'aplicació parcial d'aquestes reformes, el treball forçós en les plantacions de propietat francesa i altres abusos dels drets a Madagascar van mantenir-se. La societat secreta nacionalista Panama (Patriotes nationalistes malgaixes) es va fundar en 1941, seguida en 1943 per una altra anomenada Jiny (també coneguda com a Jina, Jeunesse Nationale) en honor d'una mena d'ocell vermell local. Totes dues organitzacions, que tractaven d'aconseguir la independència per la força si era necessari, van veure augmentar el seu nombre de militants durant aquest període.
Després del final de la Segona Guerra Mundial, diversos dirigents nacionalistes malgaixos clau van intentar aconseguir la independència de Madagascar per mitjans legals. En la primera assemblea constituent de la postguerra convocada a París al novembre de 1945 per a redactar la constitució de la Quarta República Francesa, Madagascar va estar representat per dos metges anomenats Joseph Raseta i Joseph Ravoahangy. Juntament amb el futur escriptor Jacques Rabemananjara, van formar a principis de 1946 el partit polític Mouvement démocratique de la rénovation malgaixa (MDRM), la plataforma de la qual es basava en la independència nacional de França.
Els tres líders, que eren els descendents de Hova, havien estat políticament prominents en l'antiga cort reial de Merina. El moviment era pacifista i, si bé buscava la independència de Madagascar, abraçava la visió francesa de l'illa com a part de la comunitat econòmica i cultural mundial de parla francesa. La seva plataforma va obtenir un suport massiu que transcendia les divisions geogràfiques, ètniques i de classe, i al novembre de 1946 el trio va ser elegit per a representar a Madagascar com a diputats (députés) a l'Assemblea Nacional Francesa. Els diputats malgaixos van presentar un projecte de llei per a concedir la independència de Madagascar del domini francès, però els diputats francesos el van rebutjar.
Els diputats van obtenir la desaprovació del Primer Ministre socialista de França, Paul Ramadier, i del Ministre de les Colònies, Marius Moutet. Els francesos havien hagut de demanar humilment a Gran Bretanya que cedís Madagascar una vegada finalitzada la Segona Guerra Mundial, i els dirigents polítics francesos sospitaven que Gran Bretanya o Sud-àfrica intentarien arrabassar Madagascar a França. La cerca de la independència per part del MDRM va ser rebuda com un cop al prestigi i l'autoritat francesa, i va aixecar l'espectre del violent conflicte llançat pels nacionalistes vietnamites a la Indoxina francesa el mes anterior.
Moutet va respondre de manera estrident, declarant una "guerra contra el moviment d'autonomia malgaixa". La negativa del govern francès a donar suport a un procés democràtic cap a la independència de Madagascar va suscitar crítiques del govern dels Estats Units, que va denunciar enèrgicament la reacció francesa i va criticar als seus dirigents. També va radicalitzar el lideratge dels grups nacionalistes militants de Madagascar. En percebre l'empitjorament de l'estat d'ànim al país, el 27 de març de 1947 els diputats Raseta, Ravoahangy i Rabemananjara van emetre conjuntament una declaració en la qual instaven la població a "mantenir la calma i la fredor absolutes enfront de les maniobres i provocacions de tota mena destinades a agitar els problemes de la població malgaixa i a sabotejar la política pacífica del MDRM".

## L'aixecament

### Insurgència nacionalista
L'aixecament malgaix va començar la nit del 29 de març de 1947, la vespra del Diumenge de Rams. El moment va tenir un significat especial com la data històrica de la tradicional festa d'any nou fandroana del Regne d'Imerina, històricament celebrada per un període ritual d'anarquia seguit del restabliment de l'ordre per part del sobirà merina. Els nacionalistes malgaixos, entre els quals destaquen els membres de les societats secretes nacionalistes Vy Vato Sakelika (VVS) i Jiny, van coordinar atacs sorpresa a la part oriental de l'illa en el campament de la policia de Tristani, prop de la línia de ferrocarril a Moramanga, a la ciutat costanera de Manakara i en diversos punts al llarg del curs baix del riu Faraony on es trobaven plantacions franceses clau. A més a més, una unitat dels Tirailleurs Malgaches (tropes colonials malgaixes) es va amotinar a Diego-Suárez (l'actual ciutat Antsiranana) i va desertar als rebels.
La majoria dels historiadors comparteixen l'opinió que els militants van escalar el conflicte cap a la violència basant-se en informació falsa, transmesa per individus o grups engalipadors que intentaven neutralitzar la influència nacionalista. Els membres de la VVS i Jiny que van participar en els atacs inicials han declarat que les seves organitzacions es van veure obligades a atacar després que un grup, que més tard es va descobrir que tenia vincles secrets amb la policia nacional, els transmetés el senyal per a actuar. Els investigadors han documentat informes de d'organitzacions nacionalistes dels quals membres es van unir al conflicte per ordres de la policia, ciutadans britànics i colons francesos que viuen a Madagascar. Malgrat el paper dels militants en la direcció de l'aixecament, les autoritats colonials van responsabilitzar immediatament al MDRM de la insurrecció i van respondre atacant als membres i partidaris del partit. Es discuteix la mesura en què el MDRM va participar realment en l'aixecament; la majoria dels dirigents del partit van afirmar posteriorment que eren innocents, mentre que els serveis d'intel·ligència francesos van sostenir que el partit havia forjat vincles amb potències estrangeres com el Regne Unit per a subministrar armes i municions cap als militants. Avaluacions posteriors suggereixen que el MDRM va ser infiltrat per membres de societats secretes militants abans de la rebel·lió, i que encara que els membres del partit van ajudar a la insurrecció, el partit en el seu conjunt no ho va fer.
Els francesos sospitaven en general que la rebel·lió estava secretament recolzada per potències estrangeres, sobretot pel Regne Unit. Es creia que dos ciutadans britànics, concretament, l'ex comandant John Morris i el comandant Nicholson, que treballaven al consolat britànic d'Antananarivo, fomentaven les activitats nacionalistes malgaixes. Morris va ser finalment expulsat de l'illa degut això. També van circular rumors sobre el suport estatunidenc als rebels, encara que eren completament imaginaris. De fet, els rebels estaven gairebé completament aïllats de l'ajuda exterior, i extremadament mal proveïts d'armament modern. Probablement mai van posseir més de 150 rifles i tres metralladores. La majoria dels rebels havien de recórrer a les llances, i tenien poca protecció de les armes de foc dels militars francesos. No obstant això, els rebels van inventar tàctiques de cèrcol, d'emboscada i d'onades humanes que els van permetre derrotar els seus enemics més ben armats en diverses ocasions.
Els atacs a l'est van ser immediatament seguits per accions similars al sud de l'illa abans d'estendre's ràpidament per tot el país. A principis d'abril, quan va esclatar la violència per primera vegada a Antananarivo, s'estimava que el nombre de combatents nacionalistes era d'uns 2.000. Els atacs contra les bases militars franceses es van multiplicar al llarg del mes en tot l'altiplà central fins al sud de Fianarantsoa i fins al nord del llac Alaotra. El moviment va gaudir d'un suport particularment fort al sud, on la revolta va atreure fins a un milió de pagesos per a lluitar per la causa nacionalista.
Es van establir dues zones guerrilleres a la selva oriental i els combatents van estendre el seu control des d'aquests punts. Els nacionalistes es van agrupar sota diverses organitzacions establertes o noves, incloent diverses milícies amb la seva pròpia estructura de lideratge, incloent generals i ministres de guerra. Les milícies estaven a vegades dirigides per líders tradicionals (mpanjaka) de les comunitats locals. Molts dels insurgents eren soldats desmobilitzats dels Tirailleurs Malgaches que tornaven de la Segona Guerra Mundial i se sentien frustrats pel limitat reconeixement i oportunitat que els brindava el govern colonial francès. Molts altres eren treballadors ferroviaris que es van amagar en la densa selva oriental i van utilitzar tàctiques de guerrilla per a atacar els interessos francesos al llarg de la línia de ferrocarril que connectava Antananarivo amb la ciutat portuària oriental de Toamasina. En l'apogeu del moviment, els insurgents nacionalistes van obtenir el control d'un terç de l'illa. En el territori rebel vivien unes 1.600.000 persones i es va establir un govern provisional: el cap de la zona nord era Victorien Razafindrabe, un ex oficial merina i de baix rang, mentre que l'ex professor betsileo Michel Radaoroson servia com a líder insurgent al sud. El govern provisional rebel va seguir una política de guerra total, i va instruir a tots els civils sota el seu control perquè col·laboressin en l'esforç bèl·lic produint armes, uniformes i aliments per als rebels, construint refugis antiaeris per a protegir als insurgents d'atacs aeris i reconeixements aeris, i reunint informació d'intel·ligència per la rebel·lió.
L'esclat del conflicte va proporcionar el pretext per a la violència entre els merines de les terres altes i els malgaixos de la costa d'altres grups ètnics que estaven vinculats a la història i la política precolonials. Les elits merines Hova van fundar el MDRM no sols amb l'interès de posar fi al domini francès, sinó també per a recuperar el domini polític dels merines després de la independència. Com a reacció a la fundació del MDRM, en 1946 es va formar el Parti des déshérités de Madagascar (PADESM). Va atreure a membres de les comunitats costaneres anteriorment subjugades per l'imperi d'Imerina, així com a descendents d'antics esclaus merines que vivien en les terres altes. Inicialment un partit no nacionalista, el PADESM finalment va afavorir un procés gradual cap a la independència que preservaria els estrets llaços amb França i evitaria el ressorgiment de l'hegemonia precolonial dels merines. Les autoritats franceses van fer costat tàcitament a PADESM, que va acusar el MDRM de provocar l'aixecament per a restablir el domini dels merines. En alinear-se amb el PADESM, els polítics francesos dominats pels socialistes van buscar llançar-se com a campions de les masses oprimides contra les elits explotadores de Hova. Encara que l'aixecament es va mantenir limitat geogràficament, va gaudir d'un ampli suport entre diversos grups ètnics, no només en els merines.

### Resposta francesa
Inicialment, les forces de seguretat franceses les van agafar desprevingudes i no van poder organitzar-se una resposta efectiva per a contenir l'aixecament. No obstant això, al maig de 1947, l'exèrcit francès ja havia començat a contrarestar els atacs dels nacionalistes. Cinc batallons del nord d'Àfrica van arribar a Madagascar a finals de juliol de 1947, la qual cosa els va permetre prendre la iniciativa. No obstant això, la força de l'exèrcit francès va continuar sent modesta, amb 18.000 soldats a l'abril de 1947. El nombre de tropes va augmentar a uns 30.000 en 1948. Les forces franceses incloïen ara paracaigudistes, soldats de la Legió Estrangera Francesa i tirailleurs (infanteria colonial) que venien dels territoris francesos de les Comores i el Senegal.
L'estratègia francesa va consistir en emprar l'estratègia d'oil spot (taca de petroli) del general Joseph Gallieni, el primer governador de l'illa (1896-1905) per a erradicar, desmoralitzar i aixafar als guerrillers. A més, les forces de seguretat van adoptar una estratègia de terror i guerra psicològica que incloïa la tortura, els càstigs col·lectius, la crema de llogarets, les detencions i execucions massives i les violacions de guerra. Moltes d'aquestes pràctiques van ser emprades més tard per l'exèrcit francès durant la guerra d'Algèria. La intensitat i la crueltat de la resposta francesa no tenia llavors precedents en la història colonial de França. El 6 de maig de 1947, a Moramanga, els soldats van metrallar als oficials del MDRM detinguts en vagons, matant entre 124 i 160 activistes del MDRM, en la seva majoria desarmats. A Mananjary, centenars de malgaixos van ser assassinats, entre ells 18 dones i un grup de presoners llançats vius des d'un avió. Altres massacres de 35 a 50 persones van ocórrer a Farafangana, Manakara i Mahanoro.
Els rebels esperaven que els Estats Units intervingués al seu favor, però Washington no va actuar-hi pas. A més, la majoria de la població no es va aixecar per a unir-se a ells en la seva lluita. Així doncs, els rebels van ser constantment rebutjats per l'exèrcit francès. Razafindrabe es va veure obligat a abandonar la seva caserna general a Beparasy a l'agost de 1947, mentre que Radaoroson va ser usurpat com a líder dels insurgents del sud per un altre líder rebel, Lehoaha, les forces del qual estaven millor armades que les de Radaoroson. Els rebels es van fragmentar encara més en els propers mesos. No obstant això, els contraatacs francesos van continuar sent bastant limitats fins a abril de 1948, ja que les seves forces es van veure obstaculitzades per les malalties, el clima i la inexperiència de les tropes importades amb les condicions locals. No obstant això, amb la fi de la temporada de pluges, els francesos van llançar una ofensiva a gran escala i es van apoderar dels territoris rebels. Entre juliol i setembre de 1948, la majoria dels principals líders rebels van ser capturats o assassinats. Radaoroson va morir en combat el 20 de juliol, Razafindrabe va ser capturat el 2 de setembre i va morir poc després, mentre que Lehoaha es va rendir l'11 de novembre. L'últim bastió dels rebels, anomenat Tsiazombazaha ("El que és inaccessible per als europeus"), va caure al novembre de 1948. En ser derrotats, la majoria dels combatents nacionalistes restants van desaparèixer en la selva oriental al desembre de 1948. L'últim líder rebel d'alt rang, Ralaivao, va ser capturat al febrer de 1949, posant fi efectivament a la resistència armada.

## Conseqüències
Encara que la direcció del MDRM va mantenir constantment la seva innocència, el partit va ser proscrit pels governants colonials francesos. El govern francès va classificar la documentació de l'Aixecament Malgaix en l'exèrcit, el Ministeri d'Afers exteriors i el Ministeri de les Colònies.

### Sense líders
L'aixecament i la seva repressió van causar un trauma nacional que continua manifestant-se avui en dia en la població malgaixa. Molts ciutadans malgaixos van lluitar entre si i es van reconciliar amb el remordiment i la culpa. La curació a nivell nacional es complica encara més pel fet que els mateixos dirigents que van proclamar la independència de Madagascar en 1960 eren els que havien estat protagonistes del partit polític PADESM, que havia estat afavorit per l'administració colonial després de l'aixafament de la revolta.
Segons l'historiador Philippe Leymarie, l'aixafament francès de la revolta va tenir com a resultat la gairebé anihilació de la classe dirigent de Madagascar, amb conseqüències que van continuar repercutint durant dècades després de la independència del país. Moltes de les figures principals de la rebel·lió van arribar a configurar de manera dramàtica el paisatge polític i social de Madagascar després de la independència. Monja Jaona, que va ser empresonat pels francesos durant nou anys, va fundar Madagascar per als Malgaixos (MONIMA) en 1958, poc després del seu alliberament. El seu partit fou clau per liderar l'aixecament pagès rotaka en els anys 1971-1972 contra el President Philibert Tsiranana que va derrocar la seva administració neocolonial a l'any següent. Després de fer costat inicialment a l'almirall Didier Ratsiraka, successor de Tsiranana, en 1992 Jaona va encapçalar manifestacions en contra i a favor del federalisme, resultant greument ferit en el procés. El seu fill, Monja Roindefo, també és un membre actiu de MONIMA i l'any 2009 va ser Primer Ministre sota el mandat del president Andry Rajoelina durant uns sis mesos.

### Silenci mediàtic
Els mitjans de comunicació francesos van informar poc sobre l'esdeveniment tal com va ocórrer, i es va esmentar relativament poc la lluita nacionalista en Les Temps Modernes, la publicació d'esquerres que es convertiria en el principal defensor anticolonial després del llançament de l'ofensiva francesa a la Indoxina. Altres publicacions privades van servir com a fòrums perquè la intel·lectualitat francòfona expressés la seva condemna a la resposta del govern francès a la rebel·lió. La majoria dels comentaris van aparèixer en la revista mensual catòlica de tendència esquerrana L'Esprit, i les crítiques també es van publicar en altres publicacions d'esquerra com Humanité, Combat, Franc-tireur i Témoignage Chrétien. Albert Camus va escriure una furiosa reprensió a l'administració colonial francesa que va ser publicada el 10 de maig de 1947 en Combat. Molt pocs detalls de la creixent i subsegüent repressió van ser reportats en aquest moment fora de França.
Durant les dècades que van seguir la independència, el govern francès i les fonts de notícies a França van romandre en gran part silencioses sobre el tema de la rebel·lió malgaixa. En 1997, un funcionari malgaix va criticar als francesos per no haver tingut mai un diplomàtic present en les cerimònies anuals de commemoració. La primera condemna oficial de la repressió de l'Aixecament per les autoritats colonials franceses va ser expressada pel president Jacques Chirac durant la seva visita oficial a Madagascar el 21 de juliol de 2005, quan es va reunir amb el president malgaix Marc Ravalomanana i va qualificar de "inacceptable" la repressió de la rebel·lió malgaixa. En el 65è aniversari de la Rebel·lió, en 2012, el Primer Ministre malgaix Omer Beriziky va demanar al govern francès que desclassifiqués els seus materials d'arxiu relacionats amb l'Aixecament, però la petició no va ser aprovada.

### Víctimes

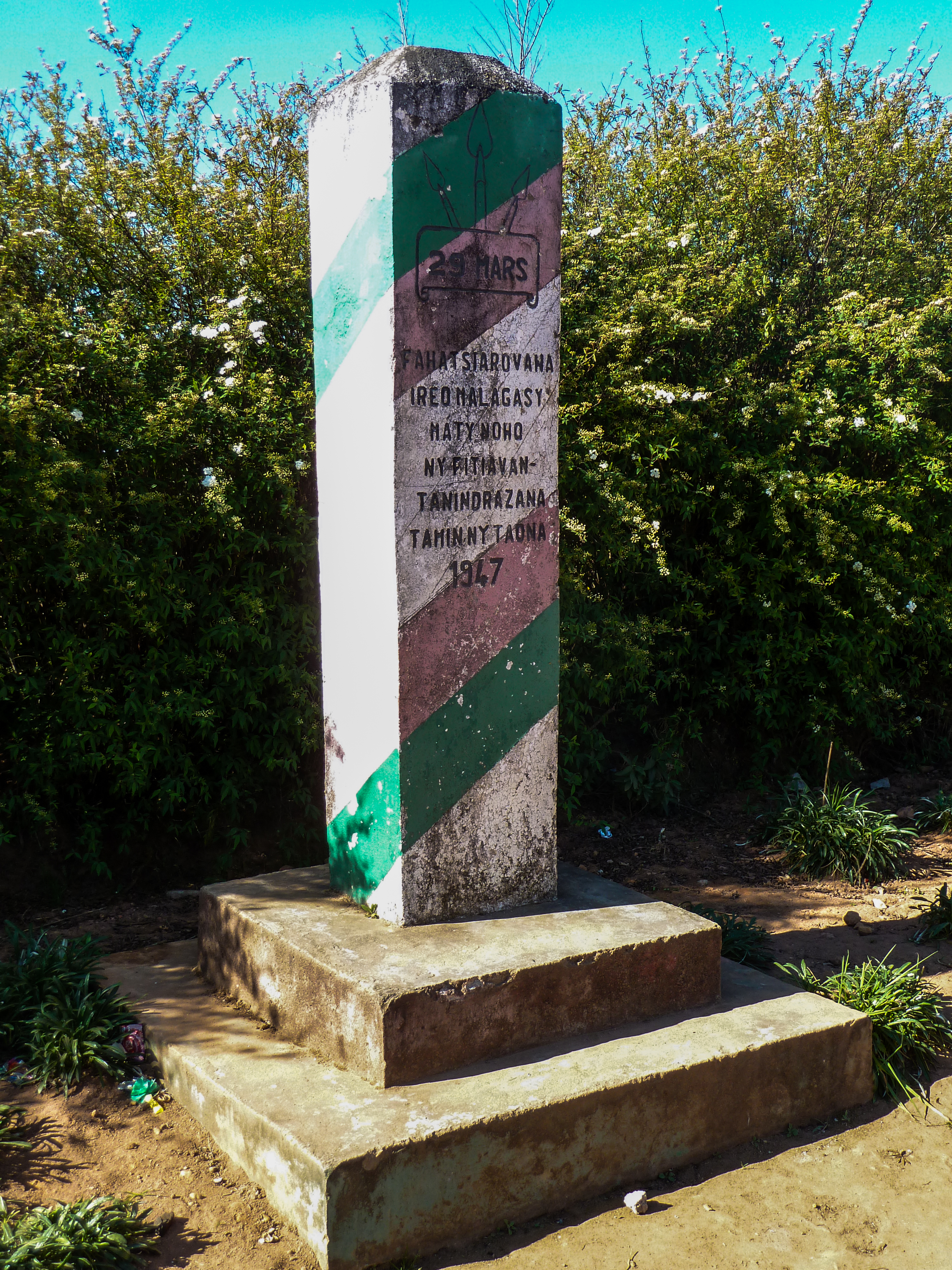
Monument de la rebel·lió de 1947 en el poble d'Antoetra.

La primera estimació oficial del govern francès sobre el nombre de malgaixos morts en el conflicte va ser de 89.000. En 1949, l'Alt Comissionat de Madagascar va afegir a aquesta xifra el número estimat dels quals van fugir al bosc i es creien morts, declarant que el veritable nombre de morts superava els 100.000. Molts malgaixos creuen que això és una subestimació del nombre real de morts. La població de Madagascar en el moment de la Rebel·lió era d'aproximadament de quatre milions, la qual representaven gairebé el dos per cent de la població. En 1950, l'administració colonial va revisar el nombre de víctimes fins a 11.342 "morts conegudes". Segons les xifres oficials franceses, 4.928 d'ells havien mort en els disturbis, mentre que la resta havia mort de fam o d'esgotament després de fugir dels combats.
Els historiadors continuen discrepant sobre el nombre de víctimes durant l'aixecament malgaix. Se sol citar la xifra original de 89.000 baixes. L'historiador Jean Fremigacci va impugnar l'estimació de 89.000, assenyalant que normalment les pèrdues d'aquesta magnitud haurien d'haver-se manifestat en la corba demogràfica, però a Madagascar el creixement de la població va començar de nou i fins i tot es va accelerar de 1946 a 1949. Estima que es van produir entre 30 i 40.000 morts de malgaixes, de les quals 30.000 van ser violentes i la resta atribuïbles a malalties i inanició en les zones de conflicte. La interpretació de Fremigacci va ser qüestionada pel demògraf Alfred Sauvy, qui va suggerir que el trauma del creixement de la població que normalment s'observaria en aquestes morts podria haver quedat emmascarat per les millores en les taxes de supervivència de la malària resultants d'una important campanya colonial contra la malària duta a terme en el mateix període. Segons Fremigacci, "va haver-hi crims de guerra a Madagascar en 1947 però sense intenció d'exterminar".
S'estima que 550 francesos van morir durant el conflicte, dels quals 350 eren soldats. A més, s'estima que 1.900 partidaris malgaixos del PADESM van ser assassinats pels seus compatriotes nacionalistes pro-MDRM durant el conflicte.

### Judicis i execucions
De juliol a octubre de 1948 a Antananarivo, els francesos van organitzar un gran judici públic de la revolta, acusant 77 funcionaris del MDRM. Les autoritats franceses van al·legar que les crides a la calma del MDRM immediatament abans de l'esclat de la violència havien estat una tàctica de desviació per a emmascarar la seva participació en l'organització de la rebel·lió, que els francesos van al·legar que va ser llançada en secret mitjançant un telegrama codificat del MDRM. Els diputats Ravoahangy i Rabemananjara van ser arrestats i empresonats el 12 d'abril de 1947, seguits dos mesos més tard per Raseta (que es trobava a París quan va començar la revolta), en violació del seu dret a la immunitat diplomàtica. Els debats sobre l'Aixecament Malgaix en l'Assemblea Nacional Francesa l'1 d'agost de 1947 van concloure amb la decisió de revocar la immunitat dels tres diputats, que van ser torturats en la presó.
El judici, que es va celebrar del 22 de juliol al 4 d'octubre de 1948, va estar marcat per nombroses irregularitats. El principal testimoni de l'acusació va ser assassinat a tirs tres dies abans del judici, i gran part de les proves contra els acusats es van obtenir mitjançant tortura. Els tres van ser declarats culpables de conspiració contra l'Estat i de posar en perill la seguretat nacional. Encara que aquests punts es van plantejar en el judici, Ravoahangy va ser condemnat a mort, juntament amb Raseta i altres quatre nacionalistes, mentre que Rabemananjara va ser condemnat a cadena perpètua. El juliol del 1949, les penes de mort dels condemnats van ser commutades per cadena perpètua, i el trio va romandre empresonat fins que se'ls va concedir l'amnistia en 1958. Pocs individus, amb la notable excepció de Monja Jaona, el fundador de Jiny en el sud, han reivindicat la responsabilitat d'un paper de lideratge en la insurrecció.
A més d'aquest "judici als parlamentaris", els tribunals militars, transmesos pels tribunals civils, van condemnar a 5.765 ciutadans malgaixos (865 pels tribunals militars i 4.891 pels civils). Els tribunals militars van dictar 44 penes de mort però només es van dur a terme vuit execucions, mentre que 16 de les 129 penes de mort pronunciades pels tribunals civils van ser promulgades. Mitjançant amnisties i remissions, tots els presoners (excepte els dirigents) van ser alliberats en 1957.

## Commemoració

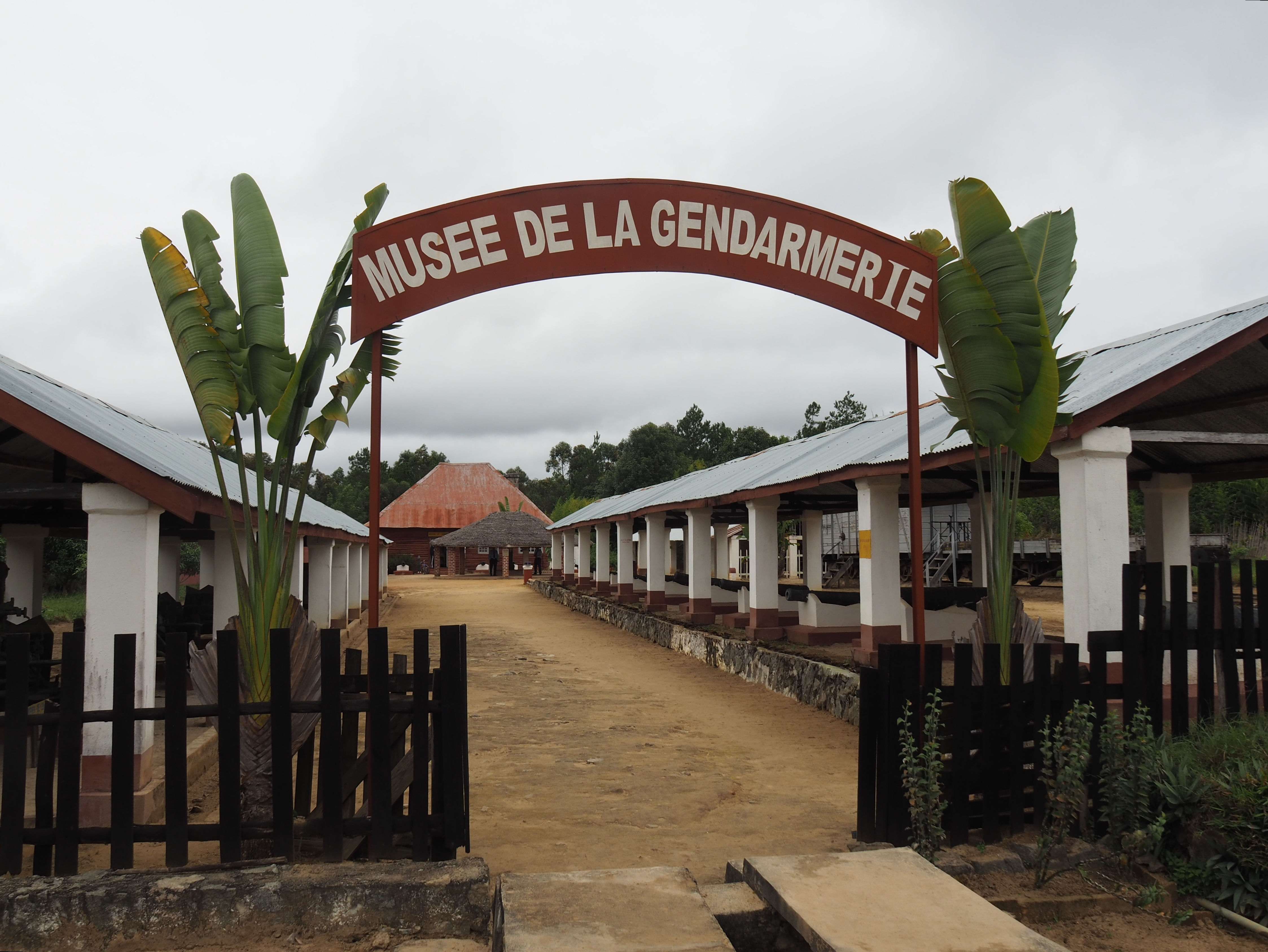
Museu de la Gendarmeria, Moramanga

El govern malgaix ha organitzat commemoracions anuals de manera oficial de l'Aixecament des de l'any 1967, quan el 29 de març va ser declarat, per primera vegada, dia de dol pel President Tsiranana. Ara se celebra com el Dia dels Màrtirs. Les commemoracions anuals sota la seva administració van reunir els autors de crims de guerra, a les seves víctimes supervivents, als antics guerrillers i líders nacionalistes i als familiars dels assassinats, i van caracteritzar l'Aixecament com un tràgic error. A finals del decenni de 1970, sota l'administració de Ratsiraka, les commemoracions van adquirir un nou to d'orgull i gratitud cap als combatents nacionalistes que es van sacrificar pels seus ideals i van aplanar el camí per als posteriors líders nacionalistes.
Un museu nacional dedicat a la Rebel·lió va ser inaugurat en 2012 pel President Andry Rajoelina a Moramanga, a 100 quilòmetres a l'est d'Antananarivo. La ciutat ha estat durant molt de temps el lloc del monument nacional al conflicte, així com un mausoleu a l'entrada de la ciutat prop de Ampanihifana que conté les restes d'uns 2.500 nacionalistes locals morts en el conflicte.
La Rebel·lió malgaixa també ha estat commemorada en la premsa i el cinema. La pel·lícula Tabataba (1989), dirigida per Raymond Rajaonarivelo, relata l'experiència de la insurrecció a través dels ulls d'un adolescent anomenat Solo. Va guanyar premis en el Festival de Cinema de Cannes i en el Festival de Cinema de Cartago. El terme tabataba significa "soroll" o "problemes" en l'idioma malgaixa, i continua sent un eufemisme comú per a referir-se a la insurrecció. La pel·lícula Ilo Tsy Very, del director Sol Randrasana, també descriu la rebel·lió, i va ser refeta en 2011 per a incloure referències a la crisi política malgaixa de 2009. En 1994, les directores franceses Danièle Rousselier i Corinne Godeau van produir un documental sobre l'Aixecament titulat L'Insurrection de l'île rouge, Madagascar 1947. En 2018, la directora Marie-Clémence Andriamonta Paes també hi va produir un documental de 90 minuts anomenat Fahavalo, que en malgaix significa "enemics" referint-se als rebels que eren considerats enemics de França. Aquest documental va quedar nominat en l'edició del 42è Festival de Cine del Món (2018, Mont-real) i va guanyar el Festival de Cine de Cartago (2018).